# Дагвацэрэнгийн Хадбаатар
Дагвацэрэнгийн Хадбаатар (4 июля 1951, Угтаалцайдам, Туве — 15 июля 1993) — монгольский самбист, серебряный (1974) и бронзовый (1985) призёр чемпионатов мира по самбо, серебряный призёр соревнований «Дружба-84» по самбо. Выступал в тяжёлой весовой категории (свыше 100 кг). Был победителем многих турниров по национальной борьбе «бех».